# 알랭 뒤카스
알랭 뒤카스(프랑스어: Alain Ducasse, 1956년 9월 13일 ~ )는 프랑스 태생의 모나코 요리사이다. 그는 미쉐린 가이드에서 별 3개(최고 평점)를 보유한 더 도체스터에서 알랭 뒤카스를 포함한 여러 레스토랑을 운영하고 있다.

## 요리사 경력
1986년, 뒤카스는 몬테카를로에 있는 파리 호텔의 주방장직을 제안받았다. 뒤카스는 호텔의 다른 식당 운영이 잘 되고 있다고 스스로 확신한 후에도 경영을 계속했다.
1988년, 뒤카스는 레스토랑 산업을 넘어 프로방스에 12개의 침실을 가진 시골 여관인 라 바스티드 드 무스티에를 열었고, 다른 프로방스 호텔들에 재정적인 관심을 갖기 시작했다. 1996년 8월 12일, 알랭 뒤카스 레스토랑은 파리 16구에 위치한 르 파르크 소피텔 드미어 호텔에 문을 열었다. 레드 가이드는 개점 8개월 만에 이 식당에 별 3개를 수여했다.
뒤카스는 미국에 와서 2000년 6월 뉴욕의 에식스 호텔 160번지에 알랭 뒤카스 레스토랑을 열었고, 2005년 12월 뉴욕 최초의 레드 가이드에서 레드 가이드의 별 3개를 받았다. 뒤카스는 세 개의 레스토랑이 동시에 세 개의 미쉐린 별을 받은 최초의 요리사가 되었다. 그 식당은 뒤카스가 라스베이거스에 믹스라는 이름의 식당을 열기로 결정하면서 2007년 문을 닫았고, 이후 미쉐린 레드 가이드에서 별 하나를 획득했다. 2008년 초, 뒤카세는 세인트루이스에 아두르를 개장했다. 16일 레지스 호텔과 워싱턴 D.C.의 K 스트리트, 웨스트 55번가 60번지에 좀 더 캐주얼한 비스트로 베누이트 뉴욕도 오픈했다.
2011년 7월 2일, 뒤카스는 알베르 왕자와 샤를린 위트스톡의 결혼식을 위해 다양한 코스의 갈라 디너를 준비했다. 그가 국가 원수의 공식 식사를 준비한 것은 처음이었다. 또한 7월 3일에는 조엘 로뷔숑과 함께 축제 후 브런치를 준비했다.